# Никольское (Стерлибашевский район)
Никольское (баш. Никольский) — деревня в Стерлибашевском районе Республики Башкортостан Российской Федерации. Входит в состав Стерлибашевского сельсовета. 

## География

### Географическое положение
Расстояние до:
- районного центра (Стерлибашево): 6 км,
- центра сельсовета (Стерлибашево): 6 км,
- ближайшей ж/д станции (Стерлитамак): 59 км.

## История
До 2008 года деревня входила в состав Турмаевского сельсовета.

## Население
| 2002 | 2009 | 2010 |
| ---- | ---- | ---- |
| 75   | ↘68  | ↗70  |

Согласно переписи 2002 года, преобладающая национальность — русские (55 %).